# 布克瓦勒
布克瓦勒（法語：Bouqueval，法語發音：[bukval] ⓘ）是法国法蘭西島大區瓦兹河谷省的一个市镇，属于萨塞勒区。

## 地理
布克瓦勒（49°1'26"N, 2°25'32"E）面积2.81 平方千米，位于法国法蘭西島大區瓦兹河谷省，该省份为法国北部内陆省份，北起瓦兹省，西接厄尔省，南至塞纳-圣但尼省、上塞纳省和伊夫林省，东临塞纳-马恩省。
与布克瓦勒接壤的市镇（或旧市镇、城区）包括：帕里西地区丰特奈、维利耶勒贝勒、戈内斯、古桑维尔、勒普莱西加索。

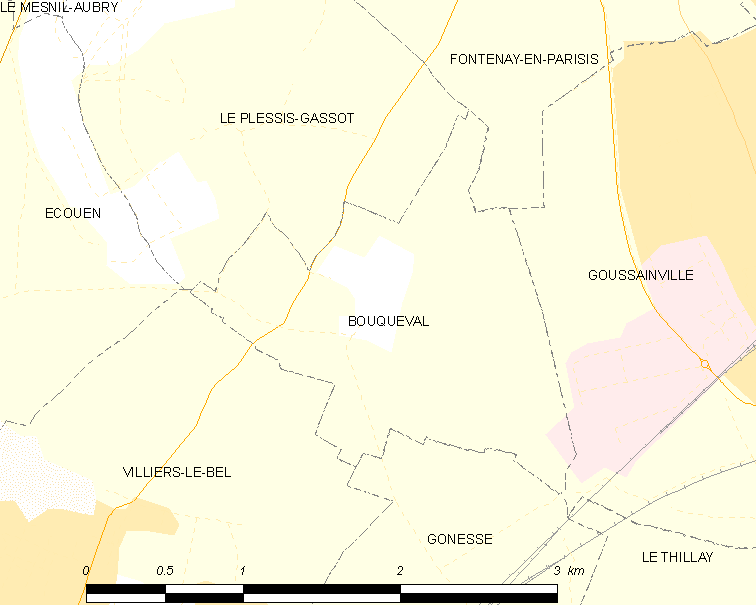
布克瓦勒的OSM定位图

布克瓦勒的时区为UTC+01:00、UTC+02:00（夏令时）。

## 行政
布克瓦勒的邮政编码为95720，INSEE市镇编码为95094。

## 政治
布克瓦勒所属的省级选区为维利耶勒贝勒县。

## 人口

1962-2008年间布克瓦勒人口变化图示

布克瓦勒于2022年1月1日时的人口数量为306人。